# Port lotniczy Beica
Port lotniczy Beica – (IATA: BEI, ICAO: HABE) port lotniczy położony w Beica, w Etiopii.